# Wälzlagerstahl
Wälzlagerstähle sind Stähle für Teile von Wälzlagern (Kugeln, Rollen, Nadeln, Ringe und Scheiben), die im Betrieb vor allem hohen örtlichen Wechselbeanspruchungen und Verschleißwirkungen unterliegen. Sie weisen im Gebrauchszustand - zumindest in der Randzone - ein Härtungsgefüge auf.

## Internationale Normung (aktuell)
Wälzlagerstähle sind in der ISO 683-17 zusammengefasst; die nachstehenden Angaben entsprechen der Fassung ISO 683-17:2014.
Alle in diesem Teil der ISO 683 aufgeführten Stahlsorten sind Edelstähle.
| Stahlbezeichnung nacha | Stahlbezeichnung nacha        | Stahlbezeichnung nacha        | Stahlbezeichnung nacha        | Stahlbezeichnung nacha        | Stahlbezeichnung nacha        | Stahlbezeichnung nacha        | Stahlbezeichnung nacha        | Stahlbezeichnung nacha        | Stahlbezeichnung nacha        | Stahlbezeichnung nacha        |
| ISO-Stahlsorte (ISO 683-17) | ASTM / UNSb                   | ASTM / UNSb                   | ISO 683-17c                   | ISO 683-17c                   | ISO 683-17c                   | JISd                          | JISd                          | GB / ISCe                     | GB / ISCe                     | GB / ISCe                     |
| ISO-Stahlsorte (ISO 683-17) | Bezeichnung                   | i / n / wf                    | Bezeichnung                   | Bezeichnung                   | i / n / wf                    | Bezeichnung                   | i / n / wf                    | Bezeichnung                   | ISC                           | i / n / wf                    |
| Durchhärtende Wälzlagerstähle | Durchhärtende Wälzlagerstähle | Durchhärtende Wälzlagerstähle | Durchhärtende Wälzlagerstähle | Durchhärtende Wälzlagerstähle | Durchhärtende Wälzlagerstähle | Durchhärtende Wälzlagerstähle | Durchhärtende Wälzlagerstähle | Durchhärtende Wälzlagerstähle | Durchhärtende Wälzlagerstähle | Durchhärtende Wälzlagerstähle |
| --- | ----------------------------- | ----------------------------- | ----------------------------- | ----------------------------- | ----------------------------- | ----------------------------- | ----------------------------- | ----------------------------- | ----------------------------- | ----------------------------- |
| 100Cr6 | -                             | -                             | 100Cr6                        | 1.3505                        | i                             | SUJ2                          | n                             | GCr15                         | B00150                        | n                             |
| 100CrMnSi4-4 | -                             | -                             | 100CrMnSi4-4                  | 1.3518                        | i                             | SUJ3                          | n                             | -                             | -                             | -                             |
| 100CrMnSi6-4 | -                             | -                             | 100CrMnSi6-4                  | 1.3520                        | i                             | -                             | -                             | GCr15SiMn                     | B01150                        | n                             |
| 100CrMnSi6-6 | -                             | -                             | 100CrMnSi6-6                  | 1.3519                        | i                             | -                             | -                             | -                             | -                             | -                             |
| 100CrMo7 | -                             | -                             | 100CrMo7                      | 1.3537                        | i                             | -                             | -                             | GCr18Mo                       | B02180                        | n                             |
| 100CrMo7-3 | -                             | -                             | 100CrMo7-3                    | 1.3536                        | i                             | -                             | -                             | -                             | -                             | -                             |
| 100CrMo7-4 | -                             | -                             | 100CrMo7-4                    | 1.3538                        | i                             | -                             | -                             | -                             | -                             | -                             |
| 100CrMnMoSi8-4-6 | -                             | -                             | 100CrMnMoSi8-4-6              | 1.3539                        | i                             | -                             | -                             | -                             | -                             | -                             |
| Einsatzhärtende Wälzlagerstähle |                               |                               |                               |                               |                               |                               |                               |                               |                               |                               |
| 20Cr3 | -                             | -                             | 20Cr3                         | 1.3559                        | i                             | -                             | -                             | -                             | -                             | -                             |
| 20Cr4 | -                             | -                             | 20Cr4                         | 1.7027                        | i                             | SCr420                        | n                             | -                             | -                             | -                             |
| 20MnCr4-2 | -                             | -                             | 20MnCr4-2                     | 1.3515                        | i                             | -                             | -                             | -                             | -                             | -                             |
| 17MnCr5 | -                             | -                             | 17MnCr5                       | 1.3521                        | i                             | -                             | -                             | -                             | -                             | -                             |
| 19MnCr5 | -                             | -                             | 19MnCr5                       | 1.3523                        | i                             | -                             | -                             | -                             | -                             | -                             |
| 15CrMo4 | -                             | -                             | 15CrMo4                       | 1.3566                        | i                             | SCM415                        | n                             | -                             | -                             | -                             |
| 20CrMo4 | -                             | -                             | 20CrMo4                       | 1.3567                        | i                             | SCM420                        | n                             | -                             | -                             | -                             |
| 20MnCrMo4-2 | -                             | -                             | 20MnCrMo4-2                   | 1.3570                        | i                             | -                             | -                             | G20CrMo                       | B10200                        | n                             |
| 20MnNiCrMo3-2 | -                             | -                             | 20MnNiCrMo3-2                 | 1.6522                        | i                             | SNCM220                       | n                             | G20CrNiMo                     | B12200                        | n                             |
| 20NiCrMo7 | -                             | -                             | 20NiCrMo7                     | 1.3576                        | i                             | SNCM420                       | n                             | G20CrNi2Mo                    | B12210                        | n                             |
| 18CrNiMo7-6 | -                             | -                             | 18CrNiMo7-6                   | 1.6587                        | i                             | -                             | -                             | -                             | -                             | -                             |
| 18NiCrMo14-6 | -                             | -                             | 18NiCrMo14-6                  | 1.3533                        | i                             | -                             | -                             | G20Cr2Ni4                     | B11200                        | n                             |
| 16NiCrMo16-5 | -                             | -                             | 16NiCrMo16-5                  | 1.3532                        | i                             | -                             | -                             | -                             | -                             | -                             |
| Induktionshärtende Wälzlagerstähle |                               |                               |                               |                               |                               |                               |                               |                               |                               |                               |
| C56E2 | -                             | -                             | C56E2                         | 1.1219                        | i                             | S55C                          | n                             | G55                           | B30550                        | n                             |
| 56Mn4 | -                             | -                             | 56Mn4                         | 1.1233                        | i                             | -                             | -                             | G55Mn                         | B31550                        | n                             |
| 70Mn4 | -                             | -                             | 70Mn4                         | 1.1244                        | i                             | -                             | -                             | G70Mn                         | B31700                        | n                             |
| 43CrMo4 | -                             | -                             | 43CrMo4                       | 1.3563                        | i                             | SCM440                        | n                             | G42VrMo                       | B33422                        | n                             |
| Nichtrostende Wälzlagerstähle |                               |                               |                               |                               |                               |                               |                               |                               |                               |                               |
| X47Cr14 | -                             | -                             | X47Cr14                       | 1.3541                        | i                             | -                             | -                             | -                             | -                             | -                             |
| X65Cr14 | -                             | -                             | X65Cr14                       | 1.3542                        | i                             | -                             | -                             | -                             | -                             | -                             |
| X108CrMo17 | -                             | -                             | X108CrMo17                    | 1.3543                        | i                             | SUS440C                       | n                             | G9Cr18Mo                      | B21819                        | n                             |
| X40CrMoVN16-2 | -                             | -                             | X40CrMoVN16-2                 | 1.4123                        | i                             | -                             | -                             | -                             | -                             | -                             |
| X89CrMoV18-1 | -                             | -                             | X89CrMoV18-1                  | 1.3549                        | i                             | -                             | -                             | -                             | -                             | -                             |
| Warmharte Wälzlagerstähle |                               |                               |                               |                               |                               |                               |                               |                               |                               |                               |
| 33CrMoV12-9 | -                             | -                             | 33CrMoV12-9                   | 1.8522                        | i                             | -                             | -                             | -                             | -                             | -                             |
| 80MoCrV42-16 | -                             | -                             | 80MoCrV42-16                  | 1.3551                        | i                             | -                             | -                             | G8Cr4Mo4V                     | B20440                        | n                             |
| 13MoCrNi42-16-14 | -                             | -                             | 13MoCrNi42-16-14              | 1.3555                        | i                             | -                             | -                             | G13Cr4Mo4Ni4V                 | B20443                        | n                             |
| X82WMoCrV6-5-4 | -                             | -                             | X82WMoCrV6-5-4                | 1.3553                        | i                             | SKH51                         | n                             | -                             | -                             | -                             |
| X75WCrV18-4-1 | -                             | -                             | X75WCrV18-4-1                 | 1.3558                        | i                             | SKH2                          | n                             | -                             | -                             | -                             |
| - a Siehe Angaben unter Literaturhinweise. (im Original) - b US-Stähle, aufgeführt in ASTM und UNS: - falls die Stahlbezeichnung in Klammern angegeben ist, hat der Stahl nur eine UNS-Nummer. - c Europäische Stähle, aufgeführt in EN ISO 683-17 und in der „Stahl-Eisen-Liste“ - falls die Stahlnummern in Klammern angegeben sind, ist der Stahl nur in der „Stahl-Eisen-Liste“ aufgeführt. - d Japanische Industrie-Norm. - e Chinesische Industrie-Norm. - f i = identische Sorte zu ISO-Stahlsorte, n = Stahlsorte mit sehr ähnlicher Zusammensetzung, aber nicht identisch, w = ähnliche Zusammensetzung |                               |                               |                               |                               |                               |                               |                               |                               |                               |                               |

- Behandlungszustände nach Tabelle 1: unbehandelt „+U“, behandelt auf Kaltscherbarkeit „+S“, geglüht / lösungsgeglüht „+A / + AT“, behandelt auf Härtespanne „+TH“, geglüht auf kugelige Carbide „+AC“, geglüht auf kugelige Carbide und kalt verformt „+AC+C“, isothermisch behandelt auf Ferrit-Perlit-Gefüge und Härtespanne „+FP“, spannungsarm geglüht „*SR“
- Oberflächenzustand bei Lieferung nach Tabelle 2: warmgeformt „+HW“, bearbeitet „+MA“, geschält „+SH“, geschliffen „+G“, kaltgezogen „+C“, kalt gepilgert „+CP“, kaltgewalzt „+CR“

### Frühere Ausgaben
- 2014
- 1999[3][4][5][6]

## Europäische Normung (zurückgezogen)
Auf europäischer Ebene gilt als Vorläufer die EURONORM 94-73; eine Europäische Norm (EN) wurde nicht veröffentlicht.

## Nationale Normung (zurückgezogen)
Eine Übersicht ist in der DIN-Norm DIN 17230 wiedergegeben.
| Wälzlagerstähle nach | Wälzlagerstähle nach | Wälzlagerstähle nach | Wälzlagerstähle nach | Wälzlagerstähle nach  | Wälzlagerstähle nach |
| DIN 17230 | DIN 17230            | EURONORM 94-73       | EURONORM 94-73       | ISO 683/XVII-76       | ISO 683/XVII-76      |
| Kurzname | Werkstoffnummer      | Kurzname             | 1)                   | Nummer der Stahlsorte | 1)                   |
| Durchhärtende Stähle | Durchhärtende Stähle | Durchhärtende Stähle | Durchhärtende Stähle | Durchhärtende Stähle  | Durchhärtende Stähle |
| --- | -------------------- | -------------------- | -------------------- | --------------------- | -------------------- |
| 100 Cr 2 | 1.3501               |                      |                      |                       |                      |
| 100 Cr 6 | 1.3505               | 100 Cr 6             | ●                    | 1                     | ●                    |
| |                      |                      |                      | 2                     |                      |
| 100 CrMn 6 | 1.3520               | 100 CrMn 6           | ●                    | 3                     | ○                    |
| 100 CrMo 7 | 1.3537               | 100 CrMo 7           | ○                    | 4                     | ○                    |
| 100 CrMo 7 3 | 1.3536               | 100 CrMnMo 7         | ●                    | 5                     | ○                    |
| 100 CrMnMo 8 | 1.3539               |                      |                      |                       |                      |
| Einsatzstähle |                      |                      |                      |                       |                      |
| 17 MnCr 5 | 1.3521               | 16 MnCr 5 F          | ●                    | 10                    | ●                    |
| 19 MnCr 5 | 1.3523               |                      |                      |                       |                      |
| 16 CrNiMo 6 | 1.3531               |                      |                      |                       |                      |
| |                      |                      |                      | 11                    |                      |
| |                      | 20 NiCrMo 2 F        |                      | 12                    |                      |
| |                      | 20 NiCrMo 4 F        |                      | 13                    |                      |
| |                      | 20 NiCrMo 7 F        |                      | 14                    |                      |
| |                      | 18 NiCrMo 6 F        |                      | 15                    |                      |
| 17 NiCrMo 14 | 1.3533               | 18 NiCrMo 14 F       | ●                    | 16                    | ●                    |
| Vergütungsstähle |                      |                      |                      |                       |                      |
| Cf 54 | 1.1219               |                      |                      |                       |                      |
| 44 Cr 2 | 1.3561               |                      |                      |                       |                      |
| 43 CrMo 4 | 1.3563               |                      |                      |                       |                      |
| 48 CrMo 4 | 1.3565               |                      |                      |                       |                      |
| Nichtrostende Stähle |                      |                      |                      |                       |                      |
| X 45 Cr 13 | 1.3541               | X 45 Cr 13           | ●                    | 20                    | ●                    |
| X 102 CrMo 17 | 1.3543               | X 100 CrMo 17        | ●                    | 21                    | ○                    |
| X 89 CrMoV 18 1 | 1.3549               |                      |                      |                       |                      |
| Warmharte Stähle |                      |                      |                      |                       |                      |
| 80 MoCrV 42 16 | 1.3551               | 80 MoCrV 40 16       | x                    | 30                    | ●                    |
| X 82 WMoCrV 6 5 4 | 1.3553               | X 80 WMoCrV 6 5 4    | ●                    | 31                    | x                    |
| X 75 WCrV 18 4 1 | 1.3558               | X 75 WCrV 18 4 1     | ●                    | 32                    | ●                    |
| 1) In dieser Spalte ist der Grad der Übereinstimmung in der chemischen Zusammensetzung der Stähle nach dieser Norm einerseits und der Stähle nach EURONORM 94-73 bzw. ISO 683/XVII-76 andererseits gekennzeichnet. Es bedeuten: x = vollständige Übereinstimmung; ● = geringfügige Abweichung; ○ = nicht unwesentliche Abweichung |                      |                      |                      |                       |                      |

- Behandlungszustände nach Tabelle 2: unbehandelt „U“, behandelt auf Scherbarkeit „C“, wärmebehandelt auf bestimmte Zugfestigkeit „BF“, wärmebehandelt auf Ferrit-Perlit-Gefüge „BG“, geglüht auf kugelige Carbide „GKZ“, geglüht auf kugelige Carbide und kaltgezogen „GKZ + K“, geglüht auf kugelige Carbide und geschält „GKZ + SH“, geglüht auf kugelige Carbide und geschliffen „GKZ + geschliffen“, geglüht auf kugelige Carbide und kalt gezogen und weichgeglüht „GKZ + K + G“, wärmebehandelt auf Ferrit-Perlit-Gefüge und kalt gefertigt „BG + K“, geglüht auf kugelige Carbide und spanend bearbeitet „GKZ + spanend bearbeitet“, vergütet „V“